# Ayllu

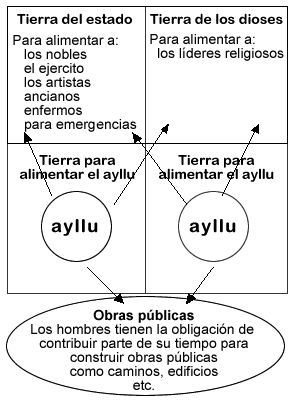
Diagramme de la répartition des terres sous la domination de l'empire inca, dirigé lui-même par un ayllu (panaca) et un kuraka, le Sapa Inca.

Un ayllu, appelé hata dans les régions de l'altiplano andin et pachaca dans le nord andin, est une communauté composée de plusieurs familles dont les membres considèrent qu'ils ont une origine commune (réelle ou fictive) qui travaille de façon collective dans un territoire de propriété commune, et l'unité de base de l'organisation socio-politique de l'Amérique Andine à l'époque précolombienne,.
Cette organisation est similaire à celle de la Mésoamérique du XVe siècle. Certains peuples autochtones des Andes centrales, septentrionales et méridionales s'organisent toujours selon ces anciennes structures.

## Organisation
Le « kuraka » est le chef de l'ayllu et se charge de distribuer les terres, d'organiser les travaux collectifs et d'agir comme juge de la communauté. La charge du kuraka n'est pas héréditaire. La personne occupant cette fonction est sélectionnée à la suite d'un rituel spécial et les notions de légitimité se fondent sur les capacités militaires et intellectuelles du prétendant. 
Les kurakas qui dirigent un ayllu sont appelés « kamachikuq ».

### Organisation géographique et spatio-temporelle
L'ayllu possèdent un terroir, ou village, appelé marka, organisé géographiquement selon deux axes perpendiculaires, basées sur les croyances spatio-temporelles andines, qui créent une division quadripartite et fondée sur la dualité. Quatre parties (ou « quartiers ») du territoire existent, correspondant approximativement au points cardinaux, séparés en deux unités socio-territoriales nommées Hanan (haut) et Hurin (bas).

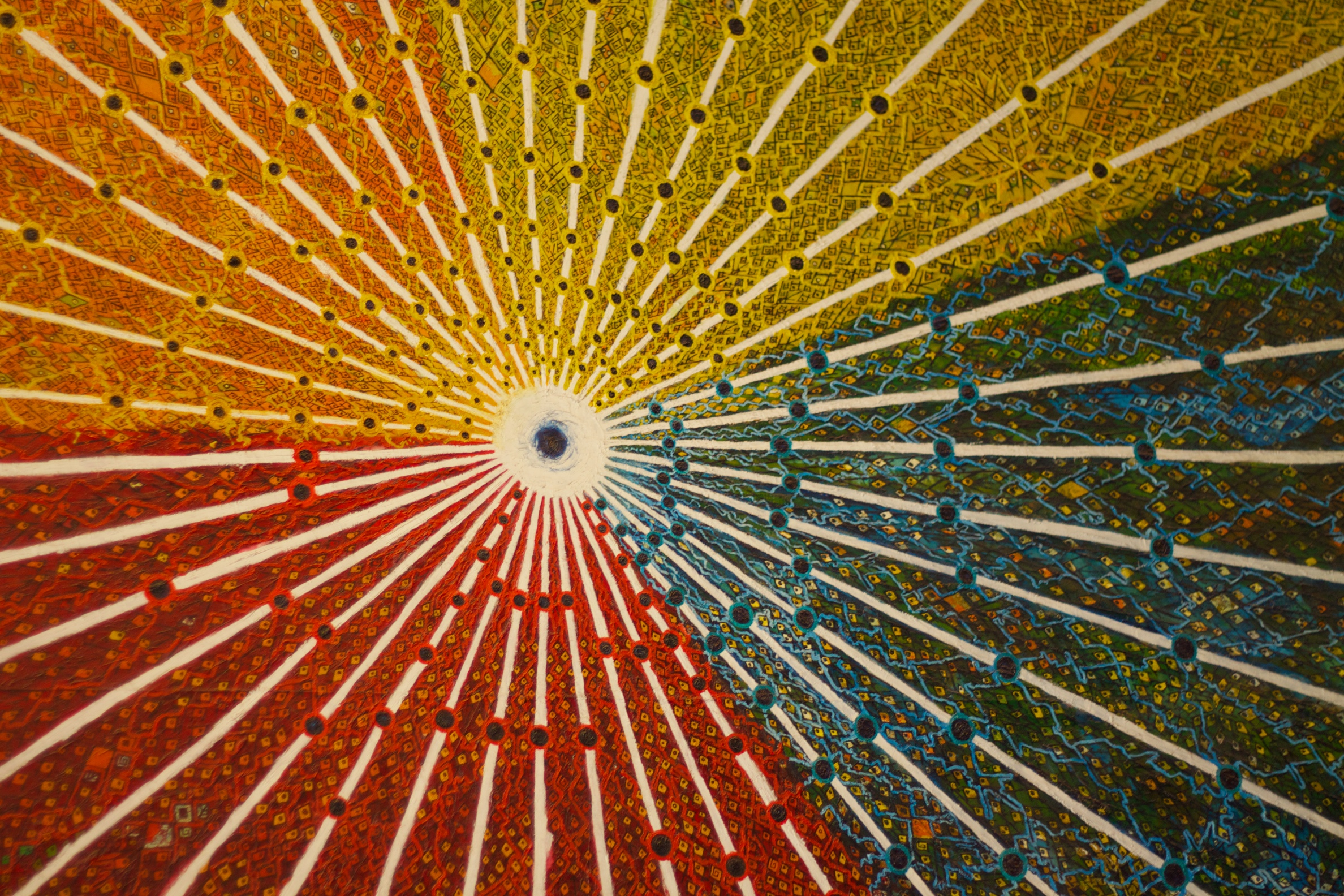
La répartition des ceques à l’époque impériale.

Les ayllus sont organisés en chefferies, ou Llaqtas, regroupant plusieurs ayllus sous la domination de l'un d'entre eux. Les ayllus dépendants doivent verser un tribut de corvées à l'ayllu dominant. En échange, ce dernier doit maintenir des réserves pour pallier les mauvaises récoltes et subvenir à l'entretien des pauvres.
Des chefferies forment à leur tour des groupes sous la domination de l'une d'entre elles. L'empire inca s'inscrit dans le même schéma, l'empereur étant le chef du groupe de chefferies constitutif de l'empire.
L'État garde aussi de la nourriture pour le cas où un ayllu subirait une catastrophe qui ne lui permettrait pas de travailler sa terre : inondations, tremblements de terre ou épidémies. Les unités socio-politiques établissent souvent des colonies, et pratique la territorialité discontinue, afin de profiter de la biodiversité de la région des Andes, et d'éviter une chute économique à la suite des catastrophes naturelles

### Identité ethnique
Les ayllus possèdent plusieurs repères fondant leur identité ethnique. La principale composante de l'identité d'un ayllu est le lieux d'origine, la pacarina, et les divinités locales, ou huacas (un concept similaire aux fétiches), associées aux ayllus selon l'organisation des ceques, des lignes imaginaires partant, pendant la période de l'État inca, du temple de Quri Kancha,.
À l’époque impériale, le pouvoir inca modifie les récits locaux, afin d'imposer sa pensée et son modèle socio-territorial, insérant la divinité solaire, Inti, et la divinité créatrice, Viracocha, vénérées par les incas.

### Répartition des terres sous les incas
Les membres de chaque ayllu doivent aussi consacrer une partie de leur temps au travail de la terre pour les chefs religieux et les offrandes aux dieux, ainsi que pour les terres prises par le souverain inca et son ayllu royal, le panaca.
Chaque ayllu devait aussi fournir des hommes pour des travaux publics comme la construction des chemins, des ponts et des édifices publics, dans le cadre de la minka impériale, la mita.

## Renouveau
Actuellement, cette forme d'organisation sociale et politique reprend de l'importance dans de nombreuses communautés autochtones, tout particulièrement en Bolivie. À titre d'exemple, l'influence grandissante du Conseil National des Ayllus et Markas du Qullasuyu (CONAMAQ) sur la scène politique de Bolivie en est une bonne illustration.